# Бабба Хо-Теп
«Бабба Хо-Теп» (англ. Bubba Ho-Tep) — американский комедийный фильм ужасов 2002 года режиссёра Дона Коскарелли, снятый по одноимённому роману Джо Лансдейла.

## Сюжет
Король рок-н-ролла Элвис Пресли решил уйти на покой, но для исполнения своих обязанностей он нашёл двойника, с которым заключил договор. Помимо прочего, договор предусматривал возможность возвращения реального Пресли в своё прошлое положение в любое время. Но копия договора реального Элвиса по случайности сгорает в огне. Пресли вынужден жить жизнью своего нынешнего подражателя. Но вскоре с ним происходит несчастный случай, заставивший Элвиса попасть в приют, где он пролежал в коме целых 20 лет.
Очнувшийся от комы, старик Пресли решает уйти окончательно. Однако здесь, в приюте, он сталкивается с древнеегипетским злом, питающимся душами престарелых постояльцев. В приюте Пресли встречает бывшего президента США Джона Кеннеди, который, оказывается, не был убит, а лишь отстранён от реальных дел своими врагами (вместо части потерянных им после выстрела мозгов в голове теперь у него мешочки с песком, а всё его тело было перекрашено в чёрный цвет). Престарелые Элвис Пресли и Джон Кеннеди совместными усилиями пытаются противостоять ожившему злу.

## В ролях
| Актёр           | Роль                              |
| --------------- | --------------------------------- |
| Брюс Кемпбелл   | Элвис Пресли / Себастьян Хафф     |
| Осси Дэвис      | Джон Кенеди                       |
| Боб Айви        | Бабба Хо-Теп                      |
| Элла Джойс      | медсестра Джослин Бриджес         |
| Ларри Пеннелл   | приятель Элвиса Кемосабе          |
| Реджи Бэннистер | администратор приюта              |
| Дэниел Робук    | водитель катафалка                |
| Харрисон Янг    | сосед Элвиса по палате Булл Томас |
| Хайди Марноут   | дочь Булла Келли Томас            |

## Критика
Знаменитый кинокритик Роджер Эберт из Chicago Sun-Times оценил «Бабба Хо-Теп» на три звезды из четырёх и подчеркнул «восхитительную дурацкость» (англ. delightful wackiness) фильма, который «чертовски заискивающим образом заставляет зрителя сидеть и ухмыляться над его безрассудной дерзостью, смеяться над туалетным юмором и даже быть несколько тронутым остротой двух стариков и их положением». Питер Трэверс из журнала Rolling Stone также оценил фильм на три звезды из четырёх и положительно отозвался об актёрской игре Брюса Кэмпбелла .
Тодд Маккарти из Variety отрицательно отзывался о фильме, раскритиковав «глуповатую кульминацию» (англ. silly climax) сюжета, но тем не менее признал исполнение Кэмпбеллом Элвиса Пресли одним из лучших в кинематографе, при том что сам фильм даже не является биографическим.